# Astanska nadbiskupija
Astanska nadbiskupija Marije Najsvetije je nadbiskupija i metropolija Katoličke Crkve rimskog obreda na sjeveru Kazahstana, sa sjedištem u Astani. Utemeljio ju je papinskom bulom Ivan Pavao II. u srpnju 1999. pod naslovom Astanska aspotolska administratura, da bi 2003. bila uzdignuta na razinu nadbiskupije. Sam papa posjetio ju je u rujnu 2001. Stolna crkva je Katedrala Gospe od brze pomoći u Astani. Kao metropolija, nadbiskupija upravlja trima joj podloženim biskupijama. Dužnost prvog i trenutnog nadbiskupa obnaša Tomasz Bernard Peta. Nadbiskupija opslužuje oko 54 000 vjernika u 34 župe.